# 卡尔玛汽车
卡尔玛汽车（Karma Automotive）是一家创立于2007年的美国电动汽车公司。在2015年以前其公司名为菲斯克汽车（Fisker Automotive），其最著名的产品是电动轿跑车費司克因果；公司在2013年破产，在2014年其資產被中国的万向集团收购。

## 产品
- 費司克因果